# António Oliveira
António José Cardoso de Oliveira (Lisboa, Portugal; 9 de octubre de 1982), a veces conocido como Toni, es un exfutbolista y entrenador portugués de fútbol. Actualmente dirige al Remo.

## Vida personal
El padre de Oliveira, también llamado António, igualmente era futbolista que se desempeñaba como centrocampista y tenía su carrera asociada principalmente al Benfica.

## Trayectoria

### Como futbolista
Toni era un juvenil del SL Benfica. Hizo su debut con la categoría absoluta y con las reservas en la temporada 2001-02, en la Segunda Divisão B.
En julio de 2004, después de estar un año en el SC Braga B, firmó por el CD Santa Clara de la Segunda Liga. Hizo su debut profesional el 18 de septiembre, sustituyendo a Kali en la segunda parte en la derrota por 1-3 ante el Varzim SC.
Después de ser poco utilizado, Toni representó posteriormente a Casa Pia AC, Clube Oriental de Lisboa y GD Fabril, para retirarse con este último en 2011 con solo 29 años.

### Como entrenador
A finales de enero de 2014, después de ser entrenador de la selección sub-19 del AD Oeiras, se trasladó a Irán para unirse a la plantilla de su padre en el Tractor Sazi FC. En enero de 2017, fue nombrado asistente de Vanja Radinović en el NK Rudar Velenje.
En 2017, Oliveira se reincorporó al personal de su padre, ahora en Kazma SC, pero ambos dejaron el club en 2019, y en diciembre de ese año, se convirtió en asistente de Jesualdo Ferreira en el Santos FC de Brasil para dirigirlo en el Brasileraõ Serie A.
El 22 de octubre de 2020 fue nombrado asistente de Paulo Autuori en el Athletico Paranaense. El 6 de febrero siguiente, fue nombrado entrenador del equipo sub-23 para el Campeonato Paranaense 2021.
El 13 de marzo de 2021 fue nombrado entrenador del primer equipo del Atlético, y Bruno Lazaroni asumió su cargo anterior. Renunció el 9 de septiembre, tras seis partidos sin ganar.
El 5 de enero de 2022, Oliveira fue nombrado técnico del Benfica B, hasta el final de la temporada 2021-22. Dejó el club en el mes de mayo, ya que su contrato no sería renovado.
El 2 de junio de 2022, Oliveira acordó regresar a Brasil y fue nombrado entrenador del Cuiabá en la máxima categoría. Dejó el club al final de la temporada, después de no renovar su contrato, y se hizo cargo del Coritiba el 13 de diciembre. El 18 de abril de 2023, Oliveira fue despedido, luego de una mala campaña en el Campeonato Paranaense 2023 y una derrota por 3-0 ante Flamengo en el primer partido de la liga.
El 13 de mayo de 2023, inició su segunda etapa en Cuiabá, en sustitución de su compatriota Ivo Vieira.El 9 de febrero de 2024, el club anunció que había dejado el club para incorporarse al Corinthians, luego de que pagaran una cláusula de rescisión de R$1,04 millones.El 2 de julio, fue despedido de su cargo luego de una serie de malos resultados.
En mayo de 2025, asumió al frente del Sport Recife. Sin embargo, el 4 de junio, el club anunció su destitución tras haber dirigido solamente cuatro encuentros y no haber ganado ninguno de ellos.
El 24 de junio de 2025, fue contratado como técnico del Remo.

## Clubes

### Como futbolista
| Club               | País     | Año       |
| ------------------ | -------- | --------- |
| Benfica B          | Portugal | 2001-2003 |
| Braga B            | Portugal | 2003-2004 |
| Santa Clara        | Portugal | 2004-2005 |
| Casa Pia           | Portugal | 2005-2006 |
| Oriental de Lisboa | Portugal | 2006-2010 |
| GD Fabril          | Portugal | 2010-2011 |

### Como segundo entrenador
| Club                 | País      | Año       | Segundo entrenador de |
| -------------------- | --------- | --------- | --------------------- |
| Tractor Sazi         | Irán      | 2014-2015 | Toni                  |
| Rudar Velenje        | Eslovenia | 2017      | Vanja Radinović       |
| Santos               | Brasil    | 2020      | Jesualdo Ferreira     |
| Athletico Paranaense | Brasil    | 2020-2021 | Paulo Autuori         |

### Como entrenador principal
| Club                         | País     | Año           |
| ---------------------------- | -------- | ------------- |
| AD Oeiras (Juvenil)          | Portugal | 2013-2014     |
| Kazma SC                     | Kuwait   | 2017-2019     |
| Atlético Paranaense (Sub-23) | Brasil   | 2021          |
| Atlético Paranaense          | Brasil   | 2021          |
| Benfica B                    | Portugal | 2022          |
| Cuiabá                       | Brasil   | 2022          |
| Coritiba                     | Brasil   | 2023          |
| Cuiabá                       | Brasil   | 2023-2024     |
| Corinthians                  | Brasil   | 2024          |
| Sport Recife                 | Brasil   | 2025          |
| Remo                         | Brasil   | 2025-presente |

## Estadísticas como entrenador
| Club                           | País     | Año           | PJ  | PG | PE | PP | Efectividad |
| ------------------------------ | -------- | ------------- | --- | -- | -- | -- | ----------- |
| Atlético Paranaense (Interino) | Brasil   | 2021          | 2   | 1  | 0  | 1  | 50%         |
| Atlético Paranaense            | Brasil   | 2021          | 39  | 20 | 7  | 12 | 57.26%      |
| Benfica B                      | Portugal | 2022          | 18  | 7  | 3  | 8  | 44.45%      |
| Cuiabá                         | Brasil   | 2022          | 28  | 7  | 9  | 12 | 35.71%      |
| Coritiba                       | Brasil   | 2022          | 15  | 7  | 5  | 3  | 57.78%      |
| Cuiabá                         | Brasil   | 2023-2024     | 37  | 16 | 10 | 11 | 52.25%      |
| Corinthians                    | Brasil   | 2024          | 29  | 12 | 9  | 8  | 51.72%      |
| Sport Recife                   | Brasil   | 2025          | 4   | 0  | 1  | 3  | 8.33%       |
| Remo                           | Brasil   | 2025-presente | 0   | 0  | 0  | 0  |             |
| Total                          | Total    | Total         | 172 | 69 | 44 | 59 | 48.65%      |